# Сент-Обен-сюр-Мер (Кальвадос)
Сент-Обе́н-сюр-Мер (фр. Saint-Aubin-sur-Mer) — коммуна во Франции, находится в регионе Нижняя Нормандия. Департамент коммуны — Кальвадос. Входит в состав кантона Дувр-ла-Деливранд. Округ коммуны — Кан.
Код INSEE коммуны — 14562.

## Население
Население коммуны на 2010 год составляло 2154 человека.
| 1962 | 1968 | 1975 | 1982 | 1990 | 1999 | 2010 |
| ---- | ---- | ---- | ---- | ---- | ---- | ---- |
| 1006 | 1053 | 1189 | 1446 | 1526 | 1810 | 2154 |

## Экономика
В 2010 году среди 1312 человек трудоспособного возраста (15—64 лет) 943 были экономически активными, 369 — неактивными (показатель активности — 71,9 %, в 1999 году было 70,4 %). Из 943 активных жителей работали 848 человек (406 мужчин и 442 женщины), безработных было 95 (48 мужчин и 47 женщин). Среди 369 неактивных 110 человек были учениками или студентами, 188 — пенсионерами, 71 были неактивными по другим причинам.